# Pat Marshall
Pat Marshall (eigentlich Patrick Marshall; * 11. März 1946 in Port of Spain) ist ein ehemaliger Sprinter aus Trinidad und Tobago, der sich auf den 400-Meter-Lauf spezialisiert hatte.
Bei den Olympischen Spielen 1972 in München wurde er Achter in der 4-mal-400-Meter-Staffel.
Seine persönliche Bestzeit von 47,4 s stellte er 1972 auf.